# آشیانه گرگ‌ها (مجموعه تلویزیونی)
وادی گرگ‌ها (به ترکی استانبولی: Kurtlar Vadisi) یک مجموعه تلویزیونی ترکی در ژانر جنایی است که توسط عثمان سیناو و راجی شاشماز ساخته شده است. این مجموعه بر روی شخصیت اصلی مأمور پولاد علمدار تمرکز دارد، یک مأمور مخفی که به مافیا می‌پیوندد و شریک یک مرد مسلح معروف مافیایی به نام سلیمان چاکیر می‌شود. این مجموعه اشارات مستقیم و غیرمستقیم به سیاست ترکیه دارد.

## داستان
علی کندان (با بازی راجی شاشماز) که عملیات‌های موفقیت‌آمیز زیادی را در خارج از کشور به نمایندگی از ک‌گ‌ت انجام داده است، زمانی که در کوزوو بود توسط مافوق خود، اصلان آکبی (با بازی سلجوق یونتم) به ترکیه فراخوانده شد و حیاتی‌ترین مأموریت خود را به او محول کرد. عملیات آشیانه گرگ‌ها. هدف از این مأموریت، برچیدن شورای گرگ‌ها، قدرتمندترین سازمان مافیایی است که محمد کاراهانلی (با بازی ظفر ارگین) رئیس آن است. این کار کار ساده ای نیست، زیرا شورای گرگ‌ها فوق‌العاده قدرتمند است و معادل نیمی از درآمد ملی سالانه ترکیه را در اختیار دارد…

## شخصیت های اصلی
- سلیمان چاکر: یکی از اعضای مافیا که تحت دستور شورای گرگها عملیات های مختلف را انجام میدهد. در آغاز هدف پولاد، دوستی با سلیمان چاکر برای نفوذ در مافیا بود. آنها با هم عملیات های مختلفی را انجام میدهد تا چاکر قدرتمندتر شود و از این طریق بتوانند مافیا را نابود کنند. اما این قدرت گرفتن چاکر چندان به نفع شورا نبود و شورا نگران بود که چاکر برای شخص دیگری دارد کار میکند. به همین دلیل بارون محمد قرخانلی دستور قتل چاکر را به نجمی اره ای میدهد. پس از آن طی نقشه ای که نجمی طراحی میکند، سلیمان چاکر به دست خالد جراح پاشا به قتل میرسد.

- پولاد علمدار: در آغاز نوزادی به نام افه قرخانلی متولد میشود. او فرزند محمد قرخانلی است که در کودکی توسط یک شخص مامور اطلاعات کا.گ.ت به نام اصلان اقبی ربوده میشود و به خانواده جاندان برای سرپرستی داده میشود. خانواده جاندان اسم او را علی میگذارند. علی جاندان در عملیات های مختلفی در داخل و خارج از کشور تحت دستور دولت مشارکت میکند. زمانی که اصلان اقبی او را به ترکیه دعوت میکند، به او یک مسئولیت مهم داده میشود. او تحت عنوان خواهر زاده دوران شاطر اغلو در بین مافیا نفوذ میکند تا شورای گرگها را از بین ببرد. در حقیقت محمد قرخانلی نیز مامور دولت بود که مرتکب خیانت شد و به همین دلیل علی جاندان که اکنون با تغییر چهره و هویت به پولاد علمدار تبدیل شده است مامور جنگیدن با پدر واقعی خود یعنی محمد قرخانلی میشود. او در بین مافیا نفوذ کرده و اعتبار زیادی را به دست می آورد و تبدیل به پدر خوانده مافیا میشود.

- مماتی باش: فرد با اعتماد سلیمان چاکر. گاهی او را برادر نیز خطاب میکند. مماتی باش در جوانی زمانی که یک یتیم بود توسط سلیمان چاکر حمایت میشود و به مافیا وارد میشود. او یک فرد خبره در عملیات است. بعد از مرگ سلیمان چاکر، او نیز احساس ناامیدی زیادی میکند و تصمیم بر خودکشی میگیرد اما پولاد مانع او میشود و میخواهد که در کنار او کار کند. پس از آن پولاد به عنوان پدر خوانده و مماتی به عنوان معاون پدرخوانده شروع به فعالیت در مافیا میکنند. هنگامی که مماتی میداند که پولاد پدرخوانده واقعی نیست و از طرف دولت مامور شده است، باز در کنار او میماند و به یکی از شخصیت های اصلی مجموعه تبدیل میشود. در سری کمین وادی گرگها، مماتی استقلال بیشتری به دست می آورد. او برای خود یک محافظ استخدام میکند. سرانجام زمانی که میخواهد با دختر سلیمان چاکر عروسی کند، توسط یکی از افراد سازمان ترور میشود.

- دایی سیفو: یکی از افراد قدیمی دوران شاطراغلو. گفته میشود او ۹ بار به حج برای قاچاق روغن گل سرخ مشرف شد. او یک فرد باتجربه در دنیای مافیاست و همیشه پولاد را همراهی میکند و در عملیات های زیادی نیز همراه و رفیق پولاد است. در نتیجه کمین پالا و افرادش برای دستگیری پولاد با شلیک دو گلوله به قتل میرسد.

- ارهان اوفوق: خواهر زاده دایی سیفو و از اصلی ترین شخصیت های کل سری وادی گرگها. در ابتدا برای دیدن دایی سیفو به استانبول میاید اما بر خلاف میل دایی سیفو، او در استانبول ماندگار شده و به عضو کلیدی از تیم پولاد ملحق میشود. او شخصیت شوخ طبعی دارد که همیشه و در همه حال گروه پولاد را روحیه میبخشد. در نتیجه حمله اسکندر به خانه حکمت دیوانه یک دست خود را از دست میدهد و پس از مدتی دستش را پیوند میزنند. او تا قسمت آخر وادی گرگها در مجموعه حضور دارد.

- عبدالحی چوپان: در آغاز به عنوان یک کارتن خواب وارد مجموعه میشود و با پولاد دوست میشود. پولاد او را در در تیم مافیا به کار میگیرد و به او فنون جنگ را می آموزد. اما در اصل عبدالحی چوپان با نام اصلی زولفو یوکسل یک مامور اطلاعاتی است که توسط اصلان اقبی مامور شده است و ماموریت او حفاظت از پولاد است یا این که در صورت لزوم پولاد را از بین ببرد. او یک مامور کارکشته و البته شرور است. او به پولاد بسیار وفادار میماند و بعد از مماتی بهترین آدم پولاد علمدار میشود. در سری کمین توسط افراد گلادیو شکنجه شده و حافظه خود را از دست میدهد. حافظه او به زمانی برمیگردد که پولاد علمدار را نمیشناسد و توسط دشمنان پولاد مرتکب شرارت های زیادی میشود. بعدا حافظه خود را باز میابد. در فصل های پایانی او معاون رییس بزرگان نیز میشود. آخرین وضعیت عبدالحی انفجار بمب در دفتر پولاد علمدار است. این که عبدالحی زنده مانده یا مرده است معلوم نیست اما بنابر شواهد به نظر میرسد عبدالحی از انفجار بمب جان سالم به در برده اما در مجموعه دیگر حضور پیدا نمیکند و از وضعیت او در مجموعه سخنی به میان نمی آید.

- اصلان آقبی: مامور کا.گ.ت و کسی که عملیات وادی گرگها را اجرا میکند. نام اصلی او عباس اوستااغلو است و در نقش یک کتاب فروش فعالیت میکند.او در جوانی توسط عادل اشرف اغلو که برادر دوغو اشرف اغلو است آموزش دیده و بسیار یک شخص باهوش و وطن پرست است همچنین هم رزم قدیمی محمد قرخانلی نیز هست. اصلا اقبی توسط پالا که از وورال زچکین دستور گرفته است کشته میشود.

- دوغو اشرف اغلو: یکی از مقامات قدیمی امنیت که عملیات وادی گرگها ها با برادر خود طرح ریزی کرده است. او در سانحه سقوط هلیکوپتر که توسط تمپلار ها طرح ریزی شده بود کشته میشود.

- دوران شاطراغلو: از افراد قدیمی اصلان که یک قهوه خانه دارد. او با سلیمان چاکر رفاقت دیرینه دارد و ارتباط پولاد و چاکر را برقرار میسازد. به جز اصلان، تنها کسی است که هویت واقعی پولاد را میداند. در نهایت توسط اصلان برای شروع عملیات وادی گرگها و با توافق خودش به قتل میرسد. قتل او به گردن شوکو میفتد تا پولاد مبارزه خود را شروع کند.

## افراد استخبارات
- میتهات: او یکی از مقامات امنیتی است که دوغو پاشا او را (میتو) خطاب میکند. او نیز مانند اکثر مقامات امنیتی از قدرت خود سو استفاده میکند. دوغو بیگ به او پیشنهاد تبعید یا خودکشی را میدهد. میتهات هر دوی این انتخاب ها را رد میکند و به ملاقات ساموئل وانونو میرود. در راه به دلیل تعمیرات جاده ای مجبور به توقف میشود. اما دوربین که برمیگردد اثری از او نیست. مدتها تصور میشد که تمپلار ها او را از بین برده اند اما این موضوع هیچوقت تایید یا رد نشد.

## انتشار
| فصل | قسمت‌ها | قسمت‌ها | تاریخ اصلی روی آنتن رفتن | تاریخ اصلی روی آنتن رفتن |
| فصل | قسمت‌ها | قسمت‌ها | اولین بار                | آخرین بار                |
| --- | ------ | ------ | ------------------------ | ------------------------ |
| ۱   | ۲۰     | ۲۰     | ۱۵ ژانویه ۲۰۰۳           | ۱۸ ژوئن ۲۰۰۳             |
| ۲   | ۳۵     | ۳۵     | ۲ اکتبر ۲۰۰۳             | ۲۴ ژوئن ۲۰۰۴             |
| ۳   | ۳۱     | ۳۱     | ۲۳ سپتامبر ۲۰۰۴          | ۹ ژوئن ۲۰۰۵              |
| ۴   | ۱۱     | ۱۱     | ۶ اکتبر ۲۰۰۵             | ۲۹ دسامبر ۲۰۰۵           |